# Promontorio Cape Stolbchaty
Il promontorio di Cape Stolbchaty (in russo мыс Столбчатый?) è un promontorio sulla costa occidentale dell'isola di Kunašir, la più meridionale delle Isole Curili, nell'Oblast' di Sachalin, in Russia. È conosciuto per le sue formazioni colonnari di basalto, che sono sorprendentemente simili al Selciato del gigante nella contea di Antrim nell'Irlanda del Nord.

## Territorio
Il promontorio si presenta come una formazione geologica unica sotto forma di una sporgenza rocciosa, che si solleva dalla spiaggia come una parete verticale.